# 加油吧
「加油吧」（日語：がんばりましょう）是SMAP的第14張單曲，於1994年9月9日由Victor Entertainment發行。

## 簡介
繼「Hey Hey 謝謝光臨」後SMAP第2次獲得Oricon單曲週榜第一位，同時刷新自己的單曲銷量。
富士電視台綜藝節目《SMAP之一起加油吧》的主題曲，亦曾在綜藝節目《夢中MORIMORI》中作為主題曲。此外，2009年與2010年於朝日電視台播放的《SMAP☆加油!!》也是使用此曲為主題曲。
在1995年1月20日的音樂節目Music Station中，SMAP為鼓勵3天前發生的阪神大地震受災人士而演唱此曲。
此曲以森且行的獨唱開始，曲中也有木村拓哉的獨唱。森且行離隊後，在演唱會上會由稻垣吾郎唱出他的部分，而2001年的演唱會上，稻垣吾郎因停止工作的關係，由香取慎吾唱出其部分。
「加油吧」亦是SMAP在第45回NHK紅白歌合戰（1994年）的表演曲。

## 収録曲
1. がんばりましょう
  - 作詞：小倉めぐみ / 作曲・編曲：庄野賢一
2. 君と僕の6ヶ月
  - 作詞：三井拓 / 作曲・編曲：馬飼野康二
3. がんばりましょう （オリジナル・カラオケ）
4. 君と僕の6ヶ月 （オリジナル・カラオケ）

## 相關連結
- 加油吧（页面存档备份，存于） （Victor Entertainment）（日語）